# Zheleznogorsk, Krasnoyarsk Krai
Zheleznogorsk (tiếng Nga: Железногорск) là một thành phố Nga. Thành phố này thuộc chủ thể Krasnoyarsk Krai với ngành công nghiệp hạt nhân. Thành phố có dân số 93.875 người (theo điều tra dân số năm 2002). Đây là thành phố lớn thứ 177 của Nga theo dân số năm 2002. Dân số qua các năm: 85,559 (Điều tra dân số 2010); 93,875 (Điều tra dân số 2002).
Năm 1950, chính quyền Liên Xô đã thành lập thị xã đóng Krasnoyarsk-26 để sản xuất vũ khí plutonium.